# Henning Ziebritzki
Henning Ziebritzki (* 1. Januar 1961 in Wunstorf/Niedersachsen) ist ein deutscher Schriftsteller.

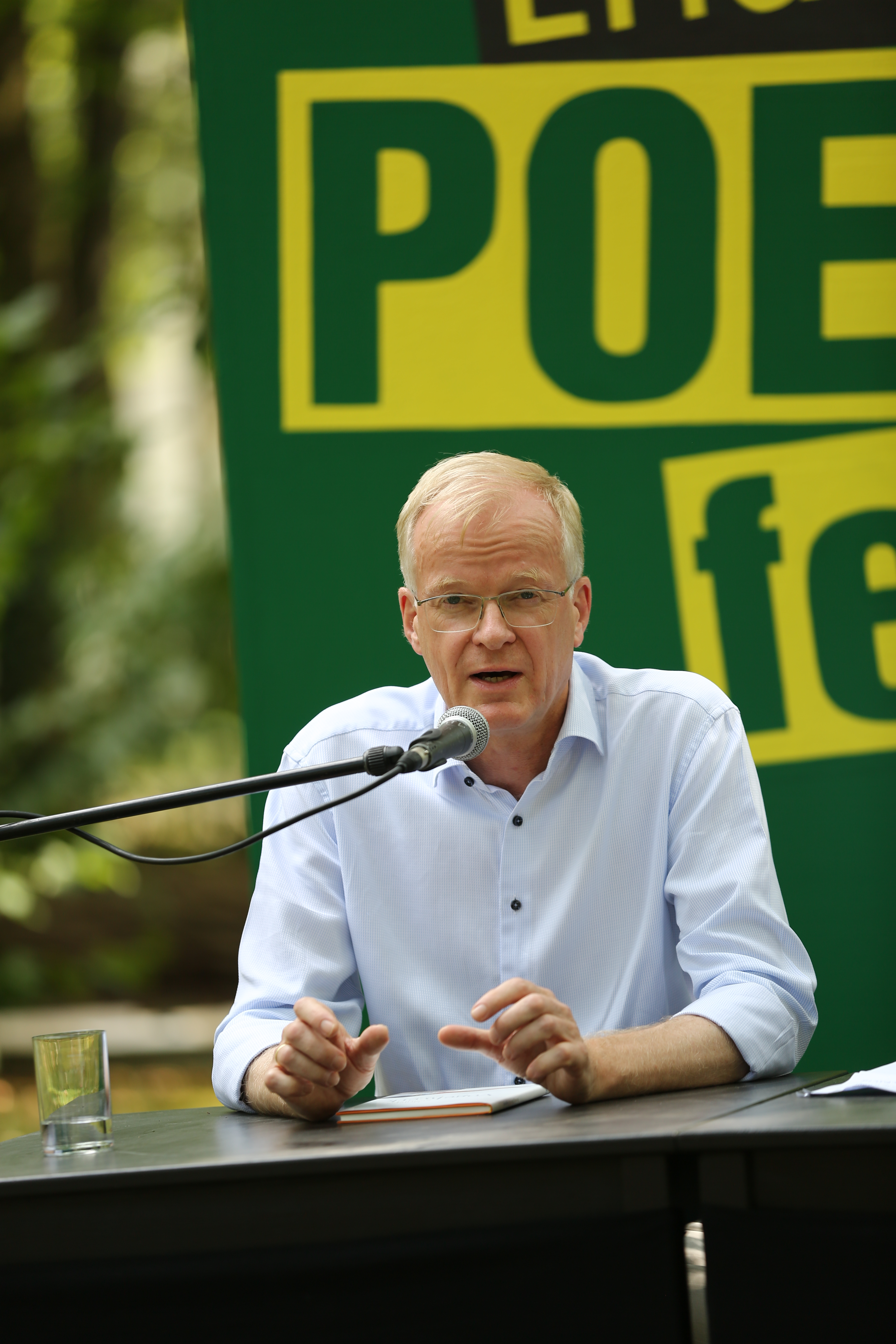
Henning Ziebritzki auf dem Erlanger Poetenfest 2019

## Leben
Henning Ziebritzki studierte Evangelische Theologie in Tübingen, München und Mainz, wo er 1992 mit einer Dissertation über Origenes und den Mittel- und Neuplatonismus promoviert wurde. Nach dem Vikariat in Celle war er von 1994 bis 1995 wissenschaftlicher Mitarbeiter am Institut für Europäische Geschichte in Mainz, ab 1995 Pfarrer der evangelisch-lutherischen Kirchengemeinde in Hahnenklee (Oberharz). Von 2005 bis 2022 war er Geschäftsführer im Wissenschaftsverlag Mohr Siebeck, in dem seine Arbeit 2001 als Lektor begonnen hatte. Er ist verheiratet und Vater von vier Kindern. Er lebt in Tübingen und Berlin.
Ziebritzki veröffentlichte Gedichte und Essays in Zeitschriften wie manuskripte, Sinn und Form, Akzente, Neue Rundschau, die horen, Gegenstrophe und Bella triste sowie in zahlreichen Anthologien.

## Literarische Veröffentlichungen
- Was übrigbleibt. Gedichte. Eric van der Wal, Bergen 1994.
- Gedächtnispaß. Gedichte. Eric van der Wal, Bergen 1995.
- Randerscheinungen. Gedichte. S. Fischer, Frankfurt am Main 1998, ISBN 3-596-22392-X.
- Schöner Platz. Gedichte. Lyrik-Edition Bd. 25. Zu Klampen, Springe 2007, ISBN 978-3-933156-89-1.
- Vogelwerk. Gedichte. Wallstein Verlag, Göttingen 2019, ISBN 978-3-8353-3554-7.
- Heidi Specker (Fotografie)/Henning Ziebritzki (Essay): Mohr Siebeck. Verlag für die Wissenschaft. Verlag der Buchhandlung Walther König, Köln 2020, ISBN 978-3-96098-797-0.
- Brennen. Erzählung. Verlag Ulrich Keicher, Warmbronn 2021, DNB 1285630866.
- Gar nicht viel. Essays über Posie. Wallstein Verlag, Göttingen 2023, ISBN 978-3-8353-5537-8.
- Brand. Roman. Wallstein Verlag, Göttingen 2025, ISBN 978-3-8353-5857-7.

## Übersetzungen (Auswahl)
- Arvind Krishna Mehrotra (Hrsg.): Indische Dichter der Gegenwart. Eine Anthologie englischsprachiger Lyrik Indiens. Das Wunderhorn, Heidelberg 2006, ISBN 978-3-88423-269-9.
- Hans Thill (Hrsg.), In meinem Mund ein Bumerang. Gedichte aus der Türkei. Das Wunderhorn, Heidelberg 2013, ISBN 978-3-88423-451-8.

## Preise und Auszeichnungen
- 1996: Niedersächsischer Förderpreis für Literatur
- 2003: Stipendium der Stiftung Niedersachsen
- 2020: Peter-Huchel-Preis für Vogelwerk